# Allhelgonakyrkan, Malmberget

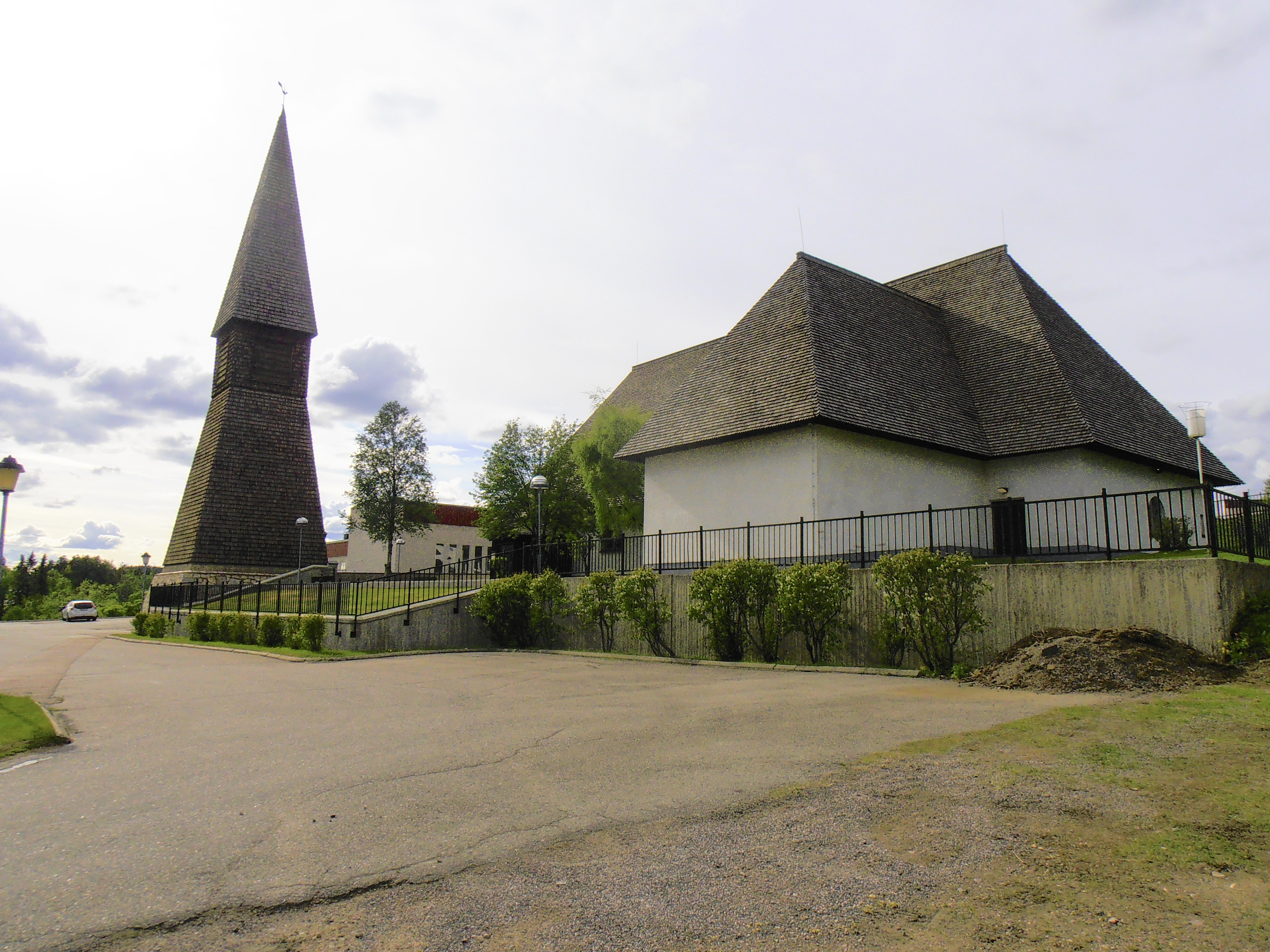
Allhelgonakyrkan, juni 2016.

Allhelgonakyrkan är belägen på Masgatan i Finnstan i Malmberget, i Gällivare församling och var före 2022 den enda inom Malmbergets församling. Den var tänkt att inom Samhällsomvandlingen av Malmberget flyttas till Koskullskulle senast år  2024. I början av år 2022 meddelades dock att kyrkan kan komma att rivas i stället för att flyttas.  År 2023 begärde församlingen rivningstillstånd.[uppföljning saknas]

## Historik
Kyrkan invigdes på Alla helgons dag, den 5 november 1944, och ersatte det tidigare gruvkapellet. Uppförandet av kyrkan bekostades av LKAB och arkitekt var Hakon Ahlberg. Ursprungligen stod kyrkan mitt i samhället, men flyttades på grund av rasrisk 1974 till sin nuvarande plats. Nyinvigningen ägde rum den 22 december. Kyrkobyggnaden är gjord i sten med tak av spån. Altartavlan tillverkades av Helge Thiis och Odd Hilt. Altartavlan och krucifixet är tillverkade av Oscar Thunholm och målade av Alfred Nilsson. De tre stora glasfönstren vid koret är komponerade av Einar Forseth. Tre medaljonger vid fönstren föreställer Pehr Högström, Lars Levi Læstadius och Johan Raattamaa.

## Orgel
- 1944 bygger Åkerman & Lunds Nya Orgelfabriks AB, Sundbybergs stad en orgel med 25 stämmor, två manualer och pedal.
- 1968 bygger Grönlunds Orgelbyggeri, Gammelstad en orgel med 27 stämmor, tre manualer och pedal.
- Den nuvarande orgeln är byggd 1976 av Grönlunds Orgelbyggeri AB, Gammelstad och är en mekanisk orgel.

| Huvudverk I   | Svällverk II      | Bröstverk III     | Pedal        | Koppel |
| Principal 8'  | Fugara 8'         | Gedackt 8'        | Subbas 16´   | I/P    |
| Rörflöjt 8'   | Gedackt 8'        | Rörflöjt 4'       | Oktava 8´    | II/P   |
| Oktava 4'     | Principal 4'      | Principal 2'      | Gedackt 8'   | III/P  |
| Spetsflöjt 4' | Koppelflöjt 4'    | Oktava 1'         | Oktava 4'    | II/I   |
| Oktava 2'     | Kvinta 2 2/3'     | Sesquialtera II   | Nachthorn 2' | III/I  |
| Cornett III   | Gemshorn 2'       | Krumhorn 8'       | Mixtur III   |        |
| Mixtur IV     | Scharf III        | Tremulant         | Fagott 16'   |        |
| Trumpet 8'    | Dulcian 16'       | Crescendosvällare | Skalmeja 4'  |        |
|               | Oboe 8'           |                   |              |        |
|               | Tremulant         |                   |              |        |
|               | Crescendosvällare |                   |              |        |

### Kororgel
- Kororgeln är byggd 1980 byggd av Nels Munck Mogensen i Hovmantorp.

| Manual            | Pedal      | Koppel   |  |
| Gedackt 8’        | Subbas 16’ | Man/Ped. |  |
| Rörflöjt 4’       | Gedackt 8’ |          |  |
| Svegel 2’         |            |          |  |
| Quint 1 1⁄3’      |            |          |  |
| Sivflöjt 1'       |            |          |  |
| Crescendosvällare |            |          |  |